# 尊圣
尊圣（928年-929年六月）是大天兴赵善政的年号，共计2年。
《滇云历年传》等书称赵善政改元尊圣。《滇载记》等则作改元兴源，认为尊圣是杨干真的年号。李崇智则认为杨干真立赵善政，改国号为大天兴，又名兴源国，兴源是国号而非年号。

## 纪年
| 尊圣 | 元年  | 二年  |
| ---- | ----- | ----- |
| 公元 | 928年 | 929年 |
| 干支 | 戊子  | 己丑  |